# Безбедносна електронска трансакција
Безбедносна електронска трансакција (SET) представља комуникациони протокол осмишљен за заштиту финансијских трансакција обављених путем интернета. Иако сама по себи није платни систем, SET је омогућио корисницима да безбедно користе постојећу инфраструктуру за плаћање кредитним картицама у отвореном мрежном окружењу. Развој овог протокола означио је значајан корак ка унапређењу сигурности у електронској трговини.

## Историја и развој
SET (Secure Electronic Transaction) је развијен 1996. године од стране SET удружења, које су основали Visa и Mastercard у сарадњи са компанијама као што су GTE, IBM, Microsoft, Netscape, SAIC, Terisa Systems, RSA и VeriSign. Циљ овог удружења био је да уједини различите протоколе за безбедно плаћање (STT од Visa/Microsoft-а и SEPP од Mastercard/IBM-а) у један јединствени стандард.
SET је омогућавао сигурну размену информација и идентификацију учесника у трансакцији. Аутентификација се заснивала на X.509 сертификатима са додатним проширењима. Овај систем је користио криптографски алгоритам који је омогућавао трговцима да користе сертификате уместо бројева кредитних картица корисника. На тај начин, трговци нису имали директан увид у бројеве кредитних картица, чиме су купци и издаваоци картица били заштићени од потенцијалних превара.
Иако је SET био замишљен као стандард за интернет плаћања између трговаца, купаца и картичних компанија, његова имплементација била је проблематична. Развијање и примена система били су или прескупи или превише компликовани. Додатни изазов била је интеграција SET-а у интернет претраживаче. Постојале су и гласине из периода 1994–1995. да је Microsoft планирао да узима провизију од 0,25% за сваку трансакцију која би била осигурана њиховим SET компатибилним компонентама у претраживачу.

## Основне карактеристике
Протокол SET је развијен са циљем да испуни неколико кључних безбедносних захтева:
- Поверљивост информација
- Интегритет података
- Провера идентитета учесника
- Подела информација

## Архитектура безбедности SET протокола
SET архитектура (дизајнирана да подржи инфраструктуру јавног кључа – PKI) састоји се од следећих компоненти:
- Дигитални сертификати: Дигитални потписи потврђују идентитет трговца и купца, смањујући ризик од манипулације трансакцијом од стране злонамерне треће стране. Сертификате издаје Сертификационо тело (CA), које додељује сертификате банкама издаваоцима и другим странама у систему.
- Двоструки потписи: У SET шеми, информације о поруџбини (Order Information – OI) и информације о плаћању (Payment Information – PI) се шифрују засебно. OI се шифрује јавним кључем трговца, а PI јавним кључем банке прихватаоца, чиме се обезбеђује да само овлашћене стране могу приступити одговарајућим деловима података.
- Дигитални новчаник: SET приморава корисника да се аутентификује уношењем лозинке како би активирао свој дигитални новчаник. Након успешне аутентификације, уређај купца шаље информације трговцу. Банка издавалац потом ауторизује плаћање и прослеђује одобрење банци трговца, која затим обавештава трговца о успешној трансакцији.

## Учесници у систему
SET систем обухвата следеће учеснике:
- Власник картице
- Трговац
- Издавалац картице
- Прималац плаћања
- Платни портал
- Сертификационо тело

## Како функционише
И власници картица и трговци морају се регистровати код сертификационог тела (CA) пре него што могу да обављају трансакције на интернету. Након регистрације, могу започети трансакције, које укључују девет основних корака:
- Купац прегледа веб-сајт и одлучује шта ће купити.
- Купац шаље податке о наруџбини и плаћању у једној поруци, која садржи наруџбину (за трговца) и податке о картици (само за банку трговца).
- Трговац прослеђује податке о картици својој банци.
- Банка трговца проверава код издаваоца картице овлашћење за плаћање.
- Издавалац картице шаље овлашћење банци трговца.
- Банка трговца шаље овлашћење трговцу.
- Трговац завршава наруџбину и шаље потврду купцу.
- Трговац наплаћује трансакцију од своје банке.

Издавалац картице шаље рачун (фактуру) купцу.

## Механизам двојног потписа
Једна од најзначајнијих иновација у SET протоколу била је увођење концепта двојног потписа. Овај механизам је омогућавао купцима да пошаљу податке о плаћању банци, а информације о наруџбини трговцу, без међусобног откривања тих информација.
На овај начин, трговац није имао приступ броју кредитне картице купца, док банка није видела детаље наруџбине. Двојни потпис је омогућио да се ове две информације повежу у случају спора, али тако да се приватност корисника максимално заштити.
Процес двојног потписа је укључивао:
- Генерисање хеш вредности заснованих на информацијама о наруџбини (OI) и подацима о плаћању (PI).

- Обједињавање ових хеш вредности и њихово шифровање помоћу приватног кључа купца.

- Добијени дигитални потпис био је доступан и трговцу и банци, али без откривања оригиналних података, чиме се обезбеђује поверљивост.

## Разлог неуспеха
Иако је SET пружао боље безбедносне карактеристике од SSL/TLS протокола, његова сложеност и захтеви за додатном опремом, попут дигиталних новчаника и читача картица, отежали су његову примену. Осим тога, међусобна некомпатибилност различитих имплементација и висока цена интеграције додатно су успорили усвајање протокола.